# МСБ-8
МСБ-8 — новий проєктований український багатоцільовий гелікоптер, розробки компанії Мотор Січ.

## Конструкція
Багатоцільовий гелікоптер МСБ-8 для комерційних задач спроектований за одногвинтовою (класичною) схемою з кермовим гвинтом. Фюзеляж включає в себе носову (кабіну екіпажу) і центральну (вантажопасажирську кабіну) частину, хвостову та кінцеву балки. В передній частині кабіни екіпажу розташований відсік для розміщення метеорадіолокатора з люком із композитного матеріалу, який відкривається.
Несучий гвинт має 5 лопатей з композиційних матеріалів. Силова установка складається з двох двигунів ТВ3-117ВМА-СБМ1В 5 серії з електричною системою запуску. Двигуни встановлені перед головним редуктором.
Паливна система включає в себе 1 витратний бак за редукторним відсіком, 2 головних бака з лівого та правого борту фюзеляжу. Можливе використання додаткових баків.
Гелікоптер має простору вантажопасажирську кабіну (висота 1,8 м, ширина 2,34 м, довжина 5,34 м). З правого та лівого борту розташовані зсувні пасажирські двері. В задній частині розташовані стулки та рампа для завантаження та розвантаження вантажів.

## Призначення
В залежності від складу цільового обладнання вертоліт може вирішувати широкий спектр комерційних задач:
- Перевезення пасажирів;
- Перевезення вантажів всередині вантажопасажирської кабіни та на зовнішньому підвіску;
- Пошук та евакуація постраждалих в результаті надзвичайних ситуацій;
- Нагальне перевезення хворих до медичних установ;
- Надання медичної допомоги на борту гелікоптера;
- Гасіння пожежі;
- Перевезення особливо важливих осіб.

## Тактико-технічні характеристики
- Максимальна злітна маса, 15 000 кг
- Нормальна злітна маса, 12 500 кг
- Маса порожнього, 7 500 кг
- Максимальне навантаження усередині вантажопасажирської кабіни, 5 000 кг
- Максимальне навантаження на зовнішньому підвіску, 6 000 кг
- Максимальна швидкість, 300 км/г
- Крейсерська швидкість, 270 км/г
- Практична найвища точка, 7 500 м

Дальність польоту, км
- перегінна 1 467
- практична з максимальною злітною масою на висоті 4 000 м (з двома додатковими баками) 1 035
- практична з нормальною злітною масою на висоті 4 000 м (з двома додатковими баками) 1 230
- Кількість і тип двигунів 2 х ТВ3-117ВМА-СБМ1В 5 серії
- Потужність одного двигуна на злітному режимі, к.с. 2 500
- Система запуску двигунів електрична